# Spiró György
Spiró György (Budapest, 1946. április 4. –) Kossuth- és József Attila-díjas magyar író, költő, irodalomtörténész, dramaturg és műfordító; a Digitális Irodalmi Akadémia alapító tagja, az irodalomtudományok kandidátusa, habilitált egyetemi docens.

## Életpályája

Az 1986-os Körkép antológiában megjelent portréja (Csigó László felvétele)

Édesapja Spiró Miklós mérnök (?–1973), édesanyja Kelemen Klára (?–2003) színésznő volt. Apai ágon távoli unokabátyja a híres munkácsi csodarabbi, Spira Lázár. Anyai ágon rokona Edith Stein.
Az Újpesti rakpart 8. számú házában lakott 1976-ig. Itt járt iskolába a Sziget (mai Radnóti) utcában. A Váci úti Bolyai Gimnáziumban 1964-ben érettségizett, ahol a magyar-latin szakos tanár – egyben osztályfőnök – elemzésének is köszönhetően már akkor elhatározta, hogy drámaíró lesz. Az ELTE Bölcsészettudományi Karán tanult magyar–orosz–szerb-horvát szakon 1965–70 között. 1970–71-ben a Magyar Rádió külpolitikai újságíró-gyakornoka. Az Újságíró Főiskolán 1972-ben szerzett újságíró és szociológus diplomát. 1965–1969 között sok időt töltött Belgrádban, ahol ekkor édesapja dolgozott.
1971-től 1978-ig a Corvina Könyvkiadó idegen nyelvű szerkesztője, majd 1978–81 között a Magyar Tudományos Akadémia Kelet-Európai Kutató Intézetének tudományos munkatársa volt. Az ELTE Világirodalmi Tanszékén, majd 1992-től az Esztétika Tanszéken tanít. 1981-től az irodalomtudományok kandidátusa.
1986-tól 1992-ig a kaposvári Csiky Gergely Színház dramaturgja, 1992–95 között a szolnoki Szigligeti Színház igazgatója. 1990-től 1997-ig a Színház- és Filmművészeti Főiskola tanára, 1997-től habilitált docens, 1997 és 2000 között Széchenyi professzori ösztöndíjas. 2016 februárjától 2018-ig a Szegedi Nemzeti Színház művészeti főtanácsadója volt.
Tagja a Magyar PEN Clubnak, 1975-től 1998-ig a Magyar Írószövetség tagja, 1998-ban a Digitális Irodalmi Akadémia alapító tagja. 2008-tól nyugdíjas.
A legtermékenyebb drámaírók egyike. Darabjai, átdolgozásai folyamatosan műsoron vannak. Több darabjának (Az imposztor, Csirkefej, Koccanás) ősbemutatója a budapesti Katona József Színházban volt. Első bemutatót tartott műveiből a Krétakör Színház (Árpádház), a Radnóti Miklós Színház (Prah) és a Budapesti Kamaraszínház is.

### Családja
Gyermekei: Zoltán (1987) és Fanni (1991). Élettársa Gspann Veronika műfordító. Budapest XI. kerületében, Sasad lakója.

## Viták megítéléséről
2009-ben vitát váltott ki 1984-es, Jönnek című verse. 2015-ben a Kuruc.info radikális weblap közölte a fenti verset, felháborodásának adva hangot Spiró munkásságával kapcsolatban.
Mások azt vetették szemére, hogy meghonosította a mocskos, trágár beszédet a magyar színpadokon, elsősorban 1989-ben bemutatott Csirkefej című drámájával. Ezen túl trágár szavak tömkelegével van tele több más műve is, mint például a Koccanás.

## Főbb művei
- 1974 – Kerengő (regény) Szépirodalmi ; (2012, Magvető)
- 1977 – História (versek); Szépirodalmi, Budapest, 1977
- 1981 – Az ikszek (regény) Szépirodalmi; (2005, Magvető)
- 1981 – Miroslav Krleža; Gondolat, Budapest, 1981 (monográfia)
- 1982 – A békecsászár (drámák: Hannibál; Balassi Menyhárt; Kőszegők; Káró király; A békecsászár) Magvető
- 1985 – Magániktató (tanulmányok, drámák); Szépirodalmi, Budapest, 1985
- 1986 – A közép-kelet-európai dráma. A felvilágosodástól Wyspiański szintéziséig (tanulmányok) Magvető
- Márton László: Kínkastély. Nézőjáték. Spiró György Az Ikszek című regénye nyomán; in: Lepkék a kalapon. Három dráma; Magvető, Budapest, 1987
- 1987 – Álmodtam neked (elbeszélések); Szépirodalmi, Budapest, 1987
- 1987 – Csirkefej. Darabok (drámák: Jeruzsálem pusztulása; Az imposztor; A kert; Esti műsor; Csirkefej) Magvető
- 1990 – A jövevény. Regény; Európa
- 1992 – Kanásztánc. Válogatott esszék, vallomások, publicisztikák; Ab Ovo, Budapest, 1992
- 1994 – T-boy. Rémnovellák; Ab Ovo, Budapest, 1994
- 1997 – Mohózat. Drámák (Ahogy tesszük; Legújabb Zrínyiász; Árpádház; Dobardan; Vircsaft; Kvartett); Helikon, Budapest, 1997
- 1997 – Shakespeare szerepösszevonásai (tanulmány); Európa, Budapest, 1997 (Mérleg)
- 2000 – Álmodtam neked. Régi és új novellák; Scolar, Budapest, 2000
- Amíg játszol. Beszélgetés Spiró Györggyel, 1998/99.; riporter Jámbor Judit; Scolar, Budapest, 2000
- 2001 – A Jégmadár (regény) Ab Ovo
- 2002 – Honderű (drámák: Honderű, Fogadó a Nagy Kátyúhoz, Szappanopera, Elsötétítés); Ab Ovo, Budapest, 2002
- 2003 – Három dráma (Az imposztor, Csirkefej, Kvartett); Scolar, Budapest, 2003
- Mit ír az ember, ha magyar. Esszék, 1994–2003; Ab Ovo, Budapest, 2003
- 2004 – Koccanás (komédia); Scolar, Budapest, 2004
- 2005 – Fogság[23] (regény, ISBN 9631424308) Magvető (lásd itt) (és itt)
- 2006 – Spiró György Fogság. Széljegyzetek; Magvető (Spiró György hatvanadik születésnapja alkalmából; tartalmaz egy interjút a szerzővel, a regény megírásához használt legfontosabb források jegyzékét, kritikákat, és a Fogság világát idéző időrendi táblát, rajzokat, fényképeket); összeállította: Dávid Anna; Magvető, Budapest, 2006
- 2007 – Messiások. A jövevény ISBN 9789631425529, Magvető
- 2008 – Drámák; Scolar, Budapest, 2008–
  - 1. Átiratok 1. / Jeruzsálem pusztulása / Czillei és a Hunyadiak / Szilveszter; 2008
  - 2. Átiratok 2. / Optimista komédia / Švejk / Mario és a varázsló; 2009
  - 3. Az imposztor / Csirkefej / Kvartett; 2009
  - 4. Vircsaft / Honderű / Szappanopera / Prah; 2010
  - 5. A békecsászár / Árpád-ház / Príma környék; 2012
  - 6. Helló, doktor Mengele! / Elsötétítés; 2015
- 2009 – Feleségverseny. Regény ISBN 9789631427219 Magvető
- 2010 – Tavaszi Tárlat. Regény ISBN 9789631428414 Magvető
- Marianna D. Birnbaum: Esterházy, Konrád, Spiró Jeruzsálemben. Három beszélgetés; Magvető, Budapest, 2010
- 2011 – Kémjelentés (novellák) ISBN 9789631428674 Magvető
- 2012 – Magtár. Cikkek, tanulmányok, 2004-2012; Magvető, Budapest, 2012 ISBN 9789631430080
- 2013 – Álmodtam neked (Régi és új novellák) ISBN 9789632440132 Magvető
- 2015 – Diavolina. Regény ISBN 9789631432497 Magvető
- 2016 – Válogatott esszék 1979–2016 ISBN 9789631433784 Magvető
- 2017 – Kőbéka. Mesély (regény) ISBN 9789631435191 Magvető
- Egyéni javaslat. Humoreszkek; Magvető, Budapest, 2019
- Széljegy. Drámák, dramolettek, hangjátékok; Scolar, Budapest, 2019
- Malaccal teljes éveink. Esszék; Magvető, Budapest, 2020
- Sajnálatos események. Két tragédia közjátékkal Kádárról / Főtitkárok / Brioni közjáték; Scolar, Budapest, 2020
- Mikor szabad ölni? Esszék; Magvető, Budapest, 2021
- Padmaly; Magvető, Budapest, 2025

## Díjai, elismerései
- 1982 – József Attila-díj
- 1987 – A Kritikusok Díja (a Csirkefej című drámájáért)
- 1990 – Erzsébet-díj
- 1993 – Déry Tibor-díj
- 1994 – Madách Imre-díj
- 1997 – Szép Ernő-jutalom
- 1998 – Magyar Köztársaság Babérkoszorúja díj
- 2002 – Szépírók Társaságának díja (A jégmadárért)
- 2002 – Harsányi Zsolt-díj
- 2004 – Pro Urbe Budapest
- 2004 – Szép Ernő-jutalom
- 2004 – Dramaturgok díja (az Elsötétítés c. drámájáért)
- 2004 – A Kritikusok díja (a Koccanás c. komédiájáért)
- 2005 – A Magyar Köztársasági Érdemrend tisztikeresztje – polgári tagozata kitüntetés: nemzetközileg is nagyra becsült regényírói, drámaírói és esszéírói munkásságáért
- 2005 – Füst Milán-díj a Fogság című regényéért
- 2005 – Prima Primissima díj
- 2006 – Kossuth-díj
- 2006 – AEGON művészeti díj
- 2006 – Gundel művészeti díj

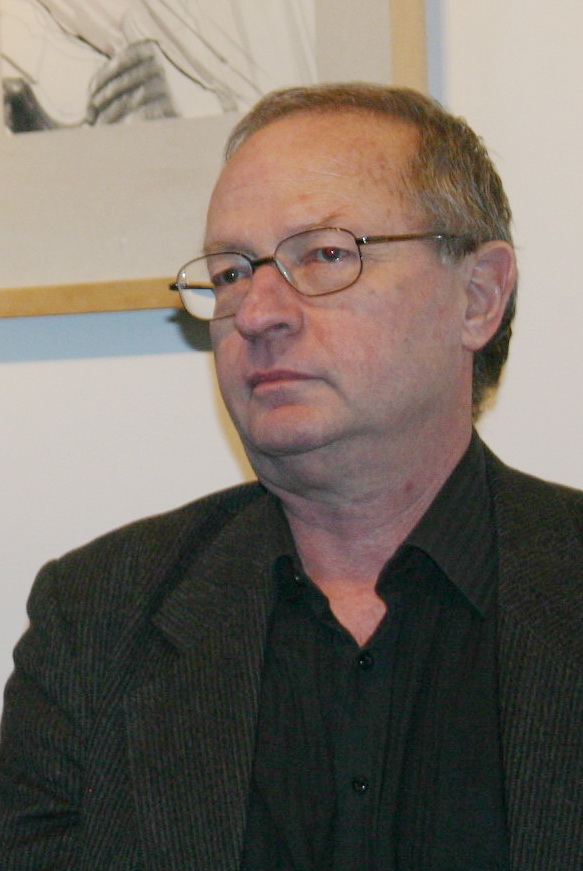

- 2006 – Győri Könyvszalon alkotói díj (2006)[24]
- 2007 – Alföld-díj
- 2009 – Visegrádi-díj[25]
- 2009 – A XIII. kerület díszpolgára[26]
- 2010 – Angelus Közép-Európai Irodalmi Díj[27]
- 2012 – Artisjus irodalmi nagydíj
- 2015 – Az évad legjobb magyar drámája (Helló, dr. Mengele!)[28]
- 2020 – Hazám-díj[29]
- 2021 – Kortárs Magyar Dráma-díj (Sajnálatos események c. írásáért)[30]
- 2025 – Radnóti Miklós antirasszista díj